# أليساندرو مانشيني
أليساندرو مانشيني هو سياسي من سان مارينو، شغل منصب الحاكم للفترة 1 أبريل 2007 – 1 أكتوبر 2007 مع روسي وكذلك للفترة 1 أبريل 2020 – 1 أكتوبر 2020 مع غراتسيا زافراني.